# Attancourt
Attancourt é uma comuna francesa na região administrativa de Grande Leste, no departamento de Haute-Marne. Estende-se por uma área de 10,02 km². Em 2010 a comuna tinha 270 habitantes (densidade: 26,9 hab./km²).